# Rock progressif espagnol
Le rock progressif espagnol est un sous-genre de rock progressif apparu dans les années 1970 en Espagne.
Le genre a connu une grande influence au cours des années 1970 avec la naissance simultanée de trois principaux groupes du mouvement : les Madrilènes Módulos (1969), les Catalans Máquina! (es) (1969) et les Andalous Smash (1969). Les Módulos ont connu un grand succès commercial en fusionnant du rock symphonique avec de la musique pop et des paroles en castillan. À part les Módulos, ce genre de musique est surtout joué dans le circuit musical alternatif peu commercial. La grande majorité des groupes chante en anglais ou réalise de la musique instrumentale.
Le rock progressif a connu un développement particulier dans deux villes. La première est Séville ou se développe le rock andalou, pratiqué par des groupes tels que Triana (1974), Smash (1969), Mezquita (1979), Cai (1979), Granada (1975), Guadalquivir (1978) ou Imán, Califato Independiente (1978).
L'autre ville est Barcelone, avec le rock laietano, représenté par Máquina! (1969), Vértice (1970), Pan & Regaliz (1971), Música Dispersa (avec Jaume Sisa) (1970), Pau Riba & Om (1971), Iceberg (1975), Fusioon (es) (1972), Companyia Elèctrica Dharma (es) (1975) ou Música Urbana (es) (1976).
Le reste du pays est représenté par Albatros, Los Canarios (Ciclos, 1974), Crack (1978), Bloque (1978), Ibio (1978) et Numen (1992). Au Pays basque, on met en évidence les contributions de groupes tels que Errobi (es) (1977-1985), Haizea (1977), Izukaitz, Itziar e Itoiz (1976-1988).